# Ширлі (фільм)
«Ширлі» — американський біографічний драматичний фільм 2020 року режисера Джозефін Декер за сценарієм Сари 
Габбінс, заснований на однойменному романі Сьюзен Скарф Меррелл, розгортається про реальне життя письменниці Ширлі Джексон. У фільмі знялаися Елізабет Мосс у ролі Джексона, а також Майкл Стулбарг, Одеса Янг і Логан Лерман. Мартін Скорсезе є виконавчим продюсером.
Світова прем'єра Ширлі відбулася на кінофестивалі Санденс 25 січня 2020 року, де Декер отримала спеціальну нагороду журі. Він був випущений 5 червня 2020 року компанією Neon і отримав позитивні відгуки з похвалою за гру Мосс.

## Актори
- Елізабет Мосс — Ширлі Джексон
- Майкл Стулбарг — Стенлі Едгар Хайман
- Одеса Янг — Роуз Немсер/Паула
- Логан Лерман — Фред Немсер[2]
- Вікторія Педретті — Кетрін
- Орла Кессіді — Керолайн
- Роберт Вул — Ренді Фішер